# Glenoides
Glenoides là một chi bướm đêm thuộc họ Geometridae.